# Flugplatz Flotta

i7
i11
i13
Der Flugplatz Flotta (IATA-Code: FLH) befindet sich auf der Insel Flotta in Orkney, Schottland. Der Flugplatz hat ein Terminalgebäude und einen Hubschrauberlandeplatz, die an der Ostseite des nördlichen Endes der Landebahn liegen.

## Geschichte
Der Flugplatz gehörte der Talisman Oil Company, die auch den Flugplatz gebaut hat. Die erste Landung auf Flotta erfolgte am 28. Mai 1976 mit einer Britten-Norman Islander (G-AWNR) von Loganair. Der erste Linienflug nach Flotta wurde von einer anderen Loganair Britten-Norman Islander (G-AXVR) am 1. März 1977 über den Hoy Island Airport geflogen. Die Wechsel der Besatzungen des Occidental Petroleum Oil Terminals wurden mit einer British Airways HS748 durchgeführt. Die Linienflüge von Loganair nach Flotta wurden 1981 eingestellt, als direkte Folge der kostenlosen Fährdienste der Mineralölgesellschaft. Der Flugplatz wurde jedoch nicht geschlossen.
Der Besitz des Flugplatzes ging 2001 an Elf Exploration UK plc über. Im selben Jahr wurden die Start- und Landebahnen von 15/37 auf 16/34 umnummeriert.
Heute wird der Flugplatz hauptsächlich von Rettungskräften genutzt.

## Zwischenfälle
- Am 20. April 1983 verunglückte eine de Havilland DHC-6-310 Twin Otter der Air Ecosse mit dem Luftfahrzeugkennzeichen G-STUD auf dem Flugplatz Flotta. Der Charterflug kam vom Flughafen Aberdeen International. Die Untersuchung ergab, dass das Flugzeug von der Landebahn abkam und einen Ringelpiez machte, als es bei der Landung in starken Seitenwind geraten war. Beide Tragflächen brachen ab. Es gab keine ernsthaften Verletzungen und keine Todesfälle unter den zwei Besatzungsmitgliedern und zehn Passagieren.[3]